# Xenia (Illinois)
Xenia es una villa ubicada en el condado de Clay en el estado estadounidense de Illinois. En el Censo de 2010 tenía una población de 391 habitantes y una densidad poblacional de 281,13 personas por km².

## Geografía
Xenia se encuentra ubicada en las coordenadas 38°38′15″N 88°38′15″O / 38.63750, -88.63750. Según la Oficina del Censo de los Estados Unidos, Xenia tiene una superficie total de 1.39 km², de la cual 1.39 km² corresponden a tierra firme y (0%) 0 km² es agua.

## Demografía
Según el censo de 2010, había 391 personas residiendo en Xenia. La densidad de población era de 281,13 hab./km². De los 391 habitantes, Xenia estaba compuesto por el 97.95% blancos, el 0% eran afroamericanos, el 0% eran amerindios, el 0% eran asiáticos, el 0% eran isleños del Pacífico, el 1.53% eran de otras razas y el 0.51% pertenecían a dos o más razas. Del total de la población el 2.56% eran hispanos o latinos de cualquier raza.